# Labirinto di Kastelli
Il labirinto di Kastelli è un antico edificio con una struttura a forma di labirinto rinvenuto sull'isola di Creta. Il sito, ubicato sulla cima della collina Papoura, a nord-ovest di Kastelli, è stato scoperto durante i lavori di costruzione di un nuovo aeroporto.
La struttura, che occupa una superficie di circa 1 800 metri quadrati e presenta un diametro di 48 metri, è composta da otto anelli di pietra disposti su diversi livelli. Al centro si trova un'area circolare suddivisa in quattro quadranti, circondata da una zona con pareti a raggiera che creano piccoli ambienti simili a stanze.
Gli archeologi ipotizzano che l'edificio, non adibito a residenza permanente, fosse utilizzato per cerimonie e rituali, come suggerisce la presenza di numerose ossa di animali rinvenute al suo interno. La sua funzione potrebbe essere stata simile a quella di un centro comunitario per la popolazione locale.
Il ritrovamento risale al periodo della civiltà minoica, che dominò Creta a partire dal 3000 a.C. La struttura presenta alcune somiglianze con il leggendario labirinto di Cnosso, dove, secondo la mitologia greca, era rinchiuso il Minotauro.
La scoperta rappresenta un'importante testimonianza della civiltà minoica e del suo ingegno architettonico. Gli scavi, ancora in corso, potrebbero rivelare ulteriori informazioni sulla funzione e sul significato di questo affascinante sito archeologico.